# Пајк Роуд (Алабама)
Пајк Роуд (енгл. Pike Road) град је у америчкој савезној држави Алабама. По попису становништва из 2010. у њему је живело 5.406 становника.

## Демографија
Према попису становништва из 2010. у граду је живело 5.406 становника, што је 5.096 (1644%) становника више него 2000. године.
| Група             | 2000.       | 2010.         |
| Белци             | 183 (59,0%) | 3.672 (67,9%) |
| Афроамериканци    | 125 (40,3%) | 1.551 (28,7%) |
| Азијати           | 1 (0,3%)    | 76 (1,4%)     |
| Хиспаноамериканци | 0 (0,0%)    | 69 (1,3%)     |
| Укупно            | 310         | 5.406         |